# Tropeognathus
A Tropeognathus a hüllők (Reptilia) osztályának a pteroszauruszok (Pterosauria) rendjébe, ezen belül a Pterodactyloidea alrendjébe és az Ornithocheiridae családjába tartozó nem.

## Tudnivalók

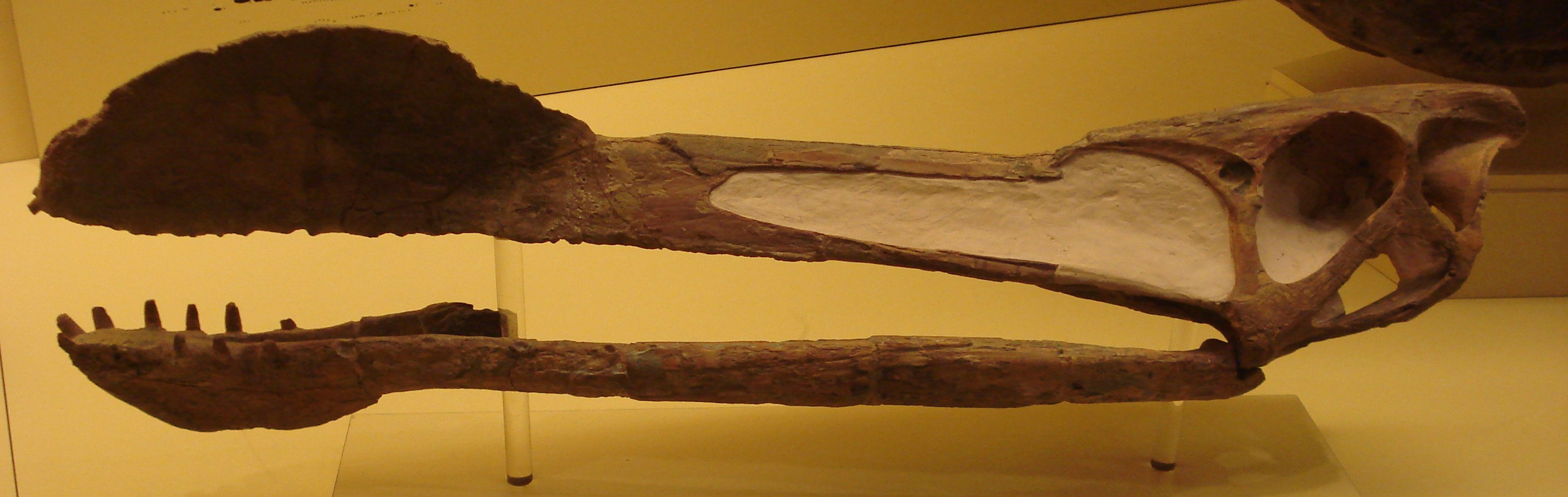
a koponyája

A Tropeognathus Dél-Amerikában körülbelül 112-108 millió évvel élt ezelőtt, a kora kréta korban. E nem típusfaja és talán egyben az egyetlen faja is, a Tropeognathus mesembrinus Wellnhofer, 1987, bár egyes rendszerezők az Anhanguera robustust is ide helyeznék, Tropeognathus robustus néven. A két pteroszaurusz nem egyébként közeli rokonságban áll egymással.
Ennek a hatalmas testű pteroszaurusznak, mint általában a többi Ornithocheiridae-fajnak gyakran csontos taréj ült az orrán.

## Rendszerezése
Az első maradványait az 1980-as években fedezték fel, Brazília területén. 1987-ben a német Peter Wellnhofer írta le és nevezte meg a típusfajt. Ugyanekkor Wellnhofer a Tropeognathidae családba helyezte az állatot, azonban a brazíliai kollegái nem egyeztek bele ebbe és áthelyezték az Anhangueridae családba. Az európai őslénykutatók a Tropeognathus mesembrinust az Ornithocheiridae családba helyezik, és a másik két családnevet egyszerűen ennek a szinonimájaként kezelik.

## Megjelenése
A Tropeognathus mesembrinus szárnyfesztávolsága 8,2 méter volt. Orrán és állkapcsán csontos taréjok ültek. A hátgerinc első őt csigolyája és a keresztcsont környéki csigolyák össze vannak forrva.

## A képernyőn
A „Dinoszauruszok, a Föld urai” (Walking with Dinosaurs) című természetfilm-sorozat 4. részében „A levegő óriása” címűben valójában a Tropeognathus mesembrinusról van szó, azonban az Ornithocheirus megnevezést használják.

## Fordítás
Ez a szócikk részben vagy egészben  a   Tropeognathus című angol Wikipédia-szócikk ezen változatának fordításán alapul.  Az eredeti cikk szerkesztőit annak laptörténete sorolja fel. Ez a jelzés csupán a megfogalmazás eredetét és a szerzői jogokat jelzi, nem szolgál a cikkben szereplő információk forrásmegjelöléseként.